# Anthothela argentea
Anthothela argentea är en korallart som beskrevs av Studer 1894. Anthothela argentea ingår i släktet Anthothela och familjen Anthothelidae. Inga underarter finns listade i Catalogue of Life.